# Зервикаптур
Зервикаптур (пол. Zerwikaptur, Koziegłowy) — польский дворянский герб.

## Описание
В серебряном поле три черные оторванные козлиные головы одна над другой. Нашлемник — пять серебряных страусовых перьев. Намет чёрный с серебряным подбоем.

## Дворянские роды
Насчитывается 16 дворянских родов, использовавших герб Зервикаптур:
- Bionetowski
- Cieszkowski
- Ciszkiewicz
- Dobrogwił
- Drogosław
- Karpowicz
- Kasperowicz
- Koziegłowski
- Minołgański
- Pasiowski
- Podbipięta
- Połłupięta
- Zbigwicz
- Zerwikaptur
- Zgleczewski
- Zierniewicz